# Hôtel Carlton Madagascar
Pour les articles homonymes, voir Carlton.
 (mars 2018).
L’hôtel Carlton Madagascar est un hôtel de luxe construit en 1970 situé à Anosy, dans le quartier administratif de Madagascar, à Antananarivo. L’hôtel Carlton Madagascar est membre de Preferred Hotels & Resorts.

## Histoire
Depuis plus de 50 ans, l’hôtel Carlton est réputé pour sa qualité de service exemplaire et son hospitalité légendaire, ayant accueilli les clients les plus prestigieux et exigeants. L’hôtel 5 étoiles accueille ses hôtes avec la même passion depuis 1970.
Le Carlton Hotel propose 171 Chambres et Suites élégantes avec une vue imprenable sur la Haute Ville d’Antananarivo avec le Palais de la Reine, bien inscrit pour la liste du patrimoine mondial de l’UNESCO et le magnifique lac Anosy avec le Mémorial de la Première Guerre mondiale.
Les quatre restaurants & bars de l’hôtel - en salle, en terrasse ou en plein air entourés d’un jardin luxuriant - proposent une cuisine internationale ainsi que des spécialités malgaches à base d'ingrédients frais et locaux.
L'hôtel met à disposition des équipements exceptionnels et des installations de classe internationale : une piscine semi-olympique ouverte, un court de tennis en terre battue, un centre de remise en forme haut de gamme, un service de blanchisserie et de nettoyage à sec, un salon de beauté et coiffure, des boutiques et services de luxe.
Au fil des décennies, l'hôtel est devenu un lieu privilégié pour tous les grands événements (inter) nationaux dans la ville et le pays avec ses installations de conférence et d'événement uniques pour plus de 1000 personnes.

## Situation géographique
L’hôtel Carlton Madagascar est situé dans le quartier administratif d’Antananarivo, à une quinzaine de kilomètres seulement de l’aéroport international.

## Caractéristiques
L'hôtel Carlton dispose d'une piscine, d'un court de tennis, d'une galerie marchande et d'un parc de stationnement.

## Récompenses
- Gagnant du World travel awards 2012
- Gagnant du World travel awards 2013
- Gagnant du World travel awards 2014
- Madagascar’s leading hotel
- 24th annual world travel awards